# Rheinische Landschaften
Rheinische Landschaften ist der Titel einer vom Rheinischen Verein für Denkmalpflege und Landschaftsschutz ab 1972 herausgegebenen Schriftenreihe.
In den einzelnen Heften, die sich in Format und Aufmachung an der Reihe Rheinische Kunststätten orientieren, werden die wichtigsten Natur- und Landschaftsräume des Rheinlandes ausführlich vorgestellt.

## Erschienene Hefte
- 1: Die Waldteile der Brühler Schloßparke von Gerhard Naumann, mit einem Beitrag von Michael Kuhn. 1. Auflage 1972; 2., erweiterte Auflage Neuss 1978, ISBN 3-88094-224-2.
- 2/3: Die Westerwälder Seenplatte  von Hermann Josef Roth. 3., neu bearbeitete Auflage Neuss 1984, ISBN 3-88094-438-5.
- 4: Der niederrheinische Höhenzug von Xanten bis Kleve von Jürgen Bähr u. Winfried Golte. Neuss 1974.
- 5/6: Die Maare der westlichen Vulkaneifel von Bruno P. Kremer und Norbert Caspers. 4., neu bearb. Auflage. Neuss 1986, ISBN 3-88094-553-5.
- 7: Der Unterbacher See und die benachbarten Düsseldorfer Stadtwälder  von Martin Woike u. Klaus-Werner Baatz. 2. Auflage, Neuss 1978.
- 8: Die Bürgewälder bei Jülich. Rheinischer Wald versinkt im Tagebau von Wilfried Moll, Helmut Roosen und Heribert Schwarthoff. Neuss 1976, ISBN 3-88094-162-9.
- 9: Das Vulkangebiet des Laacher Sees von  Wilhelm Meyer. 5., erweiterte Auflage. Neuss 1992, ISBN 3-88094-705-8.
- 10: Der Naturpark Kottenforst-Ville Bruno P. Kremer u. N. Caspers. 2. Auflage. 1977, ISBN 3-88094-190-4.
- 11: Feuchtgebiete internationaler, nationaler und regionaler Bedeutung für Wat- und Wasservögel im nördlichen Rheinland : Vorschlagsliste von  Knut Haarmann. Neuss 1977, ISBN 3-88094-197-1.
- 12: Land zwischen Rhein, Sayn und Wied : d. Naturpark Rhein-Westerwald von Bruno P. Kremer u. Norbert Caspers. Neuss 1977, ISBN 3-88094-225-0.
- 13: Das Siebengebirge von Hermann Josef Roth. 3., veränd. Auflage. 1994, ISBN 3-88094-772-4.
- 14: Das Hohe Venn : europ. Landschaft im Dt.-Belg. Naturpark von Norbert Caspers u. Bruno P. Kremer. Neuss 1978, ISBN 3-88094-266-8.
- 15: Das Nettetal. Entwicklung und Erhaltung einer Niederrheinischen Landschaft von Herbert Hubatsch. 2., veränd. Auflage. 1986, ISBN 3-88094-525-X.
- 16: Schutzwürdige Natur und Landschaft im Bonner Raum von Josef Blab. Neuss 1979, ISBN 3-88094-289-7.
- 17: Der südwestliche Hunsrück. Hochwald und Idarwald von Hans Reichert u. Johannes Stets. 1. Auflage. 1980, ISBN 3-88094-325-7.
- 18: Rund um Aachen. Vielgestaltige Landschaft im westlichen Rheinland von Erich Savelsbergh, mit einem Beitrag von Gerhard Moll. 1. Auflage. 1980, ISBN 3-88094-334-6.
- 19: Das Naturschutzgebiet Lampertstal bei Blankenheim (Ahr) von Hermann Josef Bauer, Wilhelm Meyer u. Wolfgang Schumacher Neuss : Gesellschaft für Buchdruckerei 1981, ISBN 3-88094-341-9.
- 20: Naturschutzgebiete in den Regierungsbezirken Koblenz und Trier sowie im Saarland von Knut Haarmann u. Peter Pretscher. 1. Auflage. 1981, ISBN 3-88094-369-9.
- 21: Die Heideterrasse am Rande des Bergischen Landes von Bruno P. Kremer u. Norbert Caspers. 1. Auflage. 1982, ISBN 3-88094-382-6.
- 22: Rheingerölle und ihre Herkunft von Hans Altmeyer; Kiesgruben und Naturschutz. von Martin Woike. 1. Auflage. 1982.
- 23: Das Ahrtal von Bruno P. Kremer u. Norbert Caspers. 1. Auflage. 1982, ISBN 3-88094-408-3.
- 24: Trockenrasen im Saarland von Andreas Bettinger, Stefan Mörsdorf u. Rainer Ulrich. 1. Auflage. 1984, ISBN 3-88094-478-4.
- 25: Nutscheid – Waldgebiet im Bergischen Land von Hermann Josef Roth, Heinz Schumacher u. Rolf Warm. 1. Auflage. 1984, ISBN 3-88094-469-5.
- 26: Der Mittelrhein. Mittelrheinisches Becken und unteres Engtal von Bruno P. Kremer. 1. Auflage. 1985, ISBN 3-88094-506-3.
- 27: Die Siegniederung von Bruno P. Kremer u. Norbert Caspers. 1. Auflage. 1985, ISBN 3-88094-526-8.
- 28: Naturschutzgebiete im Rheingau und in Rheinhessen von Knut Haarmann u. Peter Pretscher. 1. Auflage. 1985, ISBN 3-88094-511-X.
- 29: Das Vulkangebiet der Hocheifel von Bruno P. Kremer u. Wilhelm Meyer. 1. Auflage. 1986, ISBN 3-88094-535-7.
- 30: Flußlandschaften des Saarlandes von Andreas Bettinger, Stefan Mörsdorf u. Rainer Ulrich. 1. Auflage. 1986, ISBN 3-88094-536-5.
- 31: Stolberg – Naturschutz in einer Industriestadt von Ulrich Haese. 2., neu bearb. Auflage. 1992, ISBN 3-88094-732-5.
- 32: Das Neandertal von Siegfried Woike u. Martin Woike. 1. Auflage. 1988, ISBN 3-88094-616-7.
- 33: Wälder des Saarlandes von Andreas Bettinger, Stefan Mörsdorf u. Rainer Ulrich. 1. Auflage. 1988, ISBN 3-88094-617-5.
- 34: Mittleres und unteres Naheland. Natur und Erhaltung einer rheinischen Landschaft von Otto Atzbach, Alfred Blaufuß u. Werner Schneider, mit einem Exkurs über den Weinbau an der Nahe von Werner Vogt. 1. Auflage. 1989, ISBN 3-88094-634-5.
- 35: Der Rückgang der Magerrasen, Feuchtwiesen und Hangmoore im Oberbergischen Kreis von Rainer Galunder u. Roland Neumann. 1. Auflage. 1990, ISBN 3-88094-650-7.
- 36: Borstgrasrasen in Rheinland-Pfalz. Entstehung, Gefährdung und Schutz einer Pflanzengemeinschaft von Erwin Manz. 1. Auflage. 1991, ISBN 3-88094-679-5.
- 37: Die Urdenbacher Kämpebei Düsseldorf von Karlheinz Flinspach. 2. veränd. Auflage. 1997, ISBN 3-88094-824-0.
- 38: Das Obere Nahebergland von Willi Weitz u. Erwin Manz. 1. Auflage. 1991, ISBN 3-88094-704-X.
- 39: Nettersheim – ein Zentrum für Naturschutz im Deutsch-Belgischen Naturpark von Franz-Josef Außem. 1. Auflage. 1992, ISBN 3-88094-709-0.
- 40: Wiesen ohne Falter? Langzeitbeobachtungen zum Rückgang der Tagfalter im mittleren Saarland von Rainer Ulrich. 1. Auflage. 1992, ISBN 3-88094-706-6.
- 41: Hangmoore im Oberbergischen Kreis von Michael Gerhard u. Frank Herhaus. 1. Auflage. 1993, ISBN 3-88094-722-8.
- 42: Die Pflanzenwelt der Dollendorfer Kalkmulde in der Eifel von Franz-Josef Außem. 1. Auflage. 1993, ISBN 3-88094-745-7.
- 43: Das obere Mittelrheintal. Rheinlandschaft zwischen Bingen und Koblenz von Bruno P. Kremer u. Wilhelm Meyer. 1. Auflage. 1995, ISBN 3-88094-751-1.
- 44: Linksrheinische Niederwälder. Zeugen einer historischen Waldnutzungsform von Erwin Manz. 1. Auflage. 1995, ISBN 3-88094-780-5 (im Heft irrtümlich -722-4).
- 45: Hoher Westerwald von Hermann Josef Roth, Peter Fasel, Aribert Jung u. Markus Kunz. 1. Auflage. 1995, ISBN 3-88094-790-2.
- 46:  Das Kannenbäckerland. Bedeutende Kulturlandschaft im Vorderen Westerwald von Bruno P. Kremer, Eberhard Fischer u. Hermann Josef Roth. 1. Auflage. 1997, ISBN 3-88094-818-6.
- 47: Naturschutzgebiete in Leverkusen von Karlheinz Flinspach. 1. Auflage. 1999, ISBN 3-88094-853-4.
- 48: Grüne Großstadt Köln. Eine stadtökologische Skizze von Bruno P. Kremer. 1. Auflage. 2000, ISBN 3-88094-865-8.
- 49: Klosterlandschaft Heisterbacher Tal von Peter Burggraaff, Eberhard Fischer u. Klaus-Dieter Kleefeld. 1. Auflage. 2001, ISBN 3-88094-887-9.
- 50: Der Tiergartentunnel-Wanderweg in Blankenheim von Klaus Grewe unter Mitarb. von Wolfgang Schumacher. 1. Auflage. 2002, ISBN 3-88094-896-8.
- 51: Das Naturschutzgebiet Hartenberg / Steincheswiese bei Molsberg im Westerwaldkreis von Manfred Braun u. Ursula Braun. 1. Auflage. 2002, ISBN 3-88094-897-6.
- 52: Das Neandertal – Eine faszinierende Erinnerungslandschaft von Ralf W. Schmitz und Gerd-C. Weniger. 1. Auflage. 2003, ISBN 3-88094-915-8.
- 52b: The Neandertal - A fascinating landscape of remembrance von Ralf W. Schmitz und Gerd-C. Weniger. 1. Auflage. 2006, ISBN 3-86526-000-4.
- 53: Das Untere Lahntal zwischen Limburger und Mittelrheinischem Becken von Bruno P. Kremer und Hermann Josef Roth. 1. Auflage. 2004, ISBN 3-88094-921-2.
- 54: Die Erpeler Ley von Helge Kleifeld, Thomas Vienken und Christoph Wallossek. 1. Auflage. 2005, ISBN 3-88094-928-X.
- 55: Zwischen Sayn und Siebengebirge. Der Naturpark Rhein-Westerwald von Bruno P. Kremer. 1. Auflage. 2005, ISBN 3-88094-534-9.
- 56: Das Perlenbachtal im Monschauer Heckenland von Bodo M. Möseler und Bruno P. Kremer. 1. Auflage. 2006, ISBN 3-86526-002-0.
- 57: Geopark Vulkanland Eifel. Lava-Dome und Lavakeller in Mendig von Karl-Heinz Schumacher und Wilhelm Meyer. 1. Auflage. 2006, ISBN 3-86526-006-3.
- 58: Die Sieg von Michael Klein und Bruno P. Kremer. 1. Auflage. 2010, ISBN 978-3-86526-014-7.
- 59: Das Untere Mittelrheintal von Bruno P. Kremer. 1. Auflage. 2009, ISBN 978-3-86526-038-3.
- 60: Die Ökologie des Kölner Doms. Umfeld, Steine, Lebensräume von Bruno P. Kremer und Iris Günthner. Köln 2014, ISBN 978-3-86526-102-1.